# Ognjen Jovanić
Ognjen Jovanić (4. svibnja 1978.), hrvatski šahist, velemajstor
Na hrvatskoj je nacionalnoj ljestvici od 1. ožujka 2012. godine dvadeset i drugi po rezultatima, s 2439 bodova.
Po statistikama FIDE sa službenih internetskih stranica od 12. travnja 2012., 689. je igrač na ljestvici aktivnih šahista u Europi a 871. na svijetu.
2007. je godine stekao velemajstorski naslov.